# Фаршвиллер
Фаршвилле́р (фр. Farschviller) — коммуна во французском департаменте Мозель региона Лотарингия. Относится к кантону Беран-ле-Форбаш.	

## География
Фаршвиллер расположен в 55 км к востоку от Меца. Соседние коммуны: Теден на севере, Эблен и Дьеблен на северо-востоке, Луперсуз и Элльвиллер на юго-востоке, Ост на юге, Анривиль на западе, Фареберсвиллер на северо-западе.

## История
- Бывшее владение аббатства Сен-Дени в Париже.
- Зависел от графства Сальм, позже Пюттеланж.
- Вошёл в состав Франции в 1801 году.

## Демография
По переписи 2008 года в коммуне проживал 1521 человек.	

## Достопримечательности
- Остатки древнеримской усадьбы.
- Руины замка Фаршвиллер.
- Акведук XVIII века.
- Церковь Сен-Дени XIII века была разрушена в XVII веке: остатки круглой трёхэтажной башни XIII века, статуя богородицы XIV века.
- Церковь 1866 года, в неоготическом стиле.